# IC 3458
IC 3458 је елиптична галаксија у сазвјежђу Береникина коса која се налази на листи објеката дубоког неба у Индекс каталогу.
Деклинација објекта је + 28° 8' 50" а ректасцензија 12h 31m 44,0s. Привидна величина (магнитуда) објекта IC 3458 износи 15,0 а фотографска магнитуда 16,0. IC 3458 је још познат и под ознакама Reiz 2469.